# Euskal Herria Bildu
Euskal Herria Bildu (Reunir País Basco, EH Bildu;  PRONÚNCIA) é uma coligação política espanhola de âmbito basco adscrita ideologicamente à esquerda regionalista/separatista.
A coligação foi estabelecida por Eusko Alkartasuna, Aralar, Alternatiba e pela chamada "esquerda abertzale" (nome com que tende a se designar o sector político proximos do ilegalizado Batasuna, atualmente reorganizado no Sortu). Tem como precedentes imediatos as coligações Amaiur (com os mesmos membros) e Bildu (em que o Aralar não participava).

## Resultados eleitorais

### Eleições legislativas de Espanha

#### País Basco
| Data    | CI. | Votos   | %            | +/- | Deputados | +/-     | Status   |
| ------- | --- | ------- | ------------ | --- | --------- | ------- | -------- |
| 2011    | 2.º | 285 290 | 24,1 / 100,0 |     | 6 / 18    |         | Oposição |
| 2015    | 4.º | 183 611 | 15,1 / 100,0 | 9,0 | 2 / 18    | 4       | Oposição |
| 2016    | 4.º | 152 782 | 13,3 / 100,0 | 1,8 | 2 / 18    | Estável | Oposição |
| 04/2019 | 4.º | 212 200 | 16,7 / 100,0 | 3,4 | 4 / 18    | 2       | Oposição |
| 11/2019 | 3.º | 220 132 | 18,7 / 100,0 | 2,0 | 4 / 18    | Estável |          |

#### Navarra
| Data    | CI. | Votos  | %            | +/- | Deputados | +/-     | Status            |
| ------- | --- | ------ | ------------ | --- | --------- | ------- | ----------------- |
| 2011    | 3.º | 49 208 | 14,9 / 100,0 |     | 1 / 5     |         | Oposição          |
| 2015    | 4.º | 34 856 | 9,9 / 100,0  | 5,0 | 0 / 5     | 1       | Oposição          |
| 2016    | 4.º | 31 310 | 9,4 / 100,0  | 0,5 | 0 / 5     | Estável | Oposição          |
| 04/2019 | 4.º | 46 640 | 12,8 / 100,0 | 3,4 | 0 / 5     | Estável | Extra-parlamentar |
| 11/2019 | 3.º | 56 387 | 17,0 / 100,0 | 4,2 | 1 / 5     | 1       |                   |

### Eleições regionais

#### País Basco
| Data | CI. | Votos   | %            | +/- | Deputados | +/- | Status   |
| ---- | --- | ------- | ------------ | --- | --------- | --- | -------- |
| 2012 | 2.º | 277 923 | 24,7 / 100,0 |     | 21 / 75   |     | Oposição |
| 2016 | 2.º | 224 254 | 21,1 / 100,0 | 3,6 | 17 / 75   | 4   | Oposição |
| 2020 | 2.º | 248 688 | 27,6 / 100,0 | 6,5 | 22 / 75   | 5   |          |

#### Navarra
| Data | CI. | Votos  | %            | +/- | Deputados | +/- | Status   |
| ---- | --- | ------ | ------------ | --- | --------- | --- | -------- |
| 2011 | 4.º | 42 916 | 13,3 / 100,0 |     | 7 / 50    |     | Oposição |
| 2015 | 3.º | 48 166 | 14,3 / 100,0 | 1,0 | 8 / 50    | 1   | Governo  |

### Eleições europeias

#### País Basco
| Data | CI. | Votos   | %            | +/- | Deputados | +/- | Coligação        |
| ---- | --- | ------- | ------------ | --- | --------- | --- | ---------------- |
| 2014 | 2.º | 177 694 | 23,4 / 100,0 |     | 1 / 54    |     | Os Povos Decidem |
| 2019 |     |         |              |     |           |     | Agora Repúblicas |

#### Navarra
| Data | CI. | Votos  | %            | +/- | Deputados | +/- | Coligação        |
| ---- | --- | ------ | ------------ | --- | --------- | --- | ---------------- |
| 2014 | 2.º | 44 129 | 20,2 / 100,0 |     | 1 / 54    |     | Os Povos Decidem |
| 2019 |     |        |              |     |           |     | Agora Repúblicas |